# Areia Branca (kommun i Brasilien, Rio Grande do Norte, lat -5,00, long -37,08)
Areia Branca är en kommun i Brasilien.   Den ligger i delstaten Rio Grande do Norte, i den östra delen av landet, 1 700 km nordost om huvudstaden Brasília. Antalet invånare är 25 263.
Följande samhällen finns i Areia Branca:
- Areia Branca

Omgivningarna runt Areia Branca är huvudsakligen savann. Runt Areia Branca är det ganska tätbefolkat, med 58 invånare per kvadratkilometer.